# Muscat (nho)

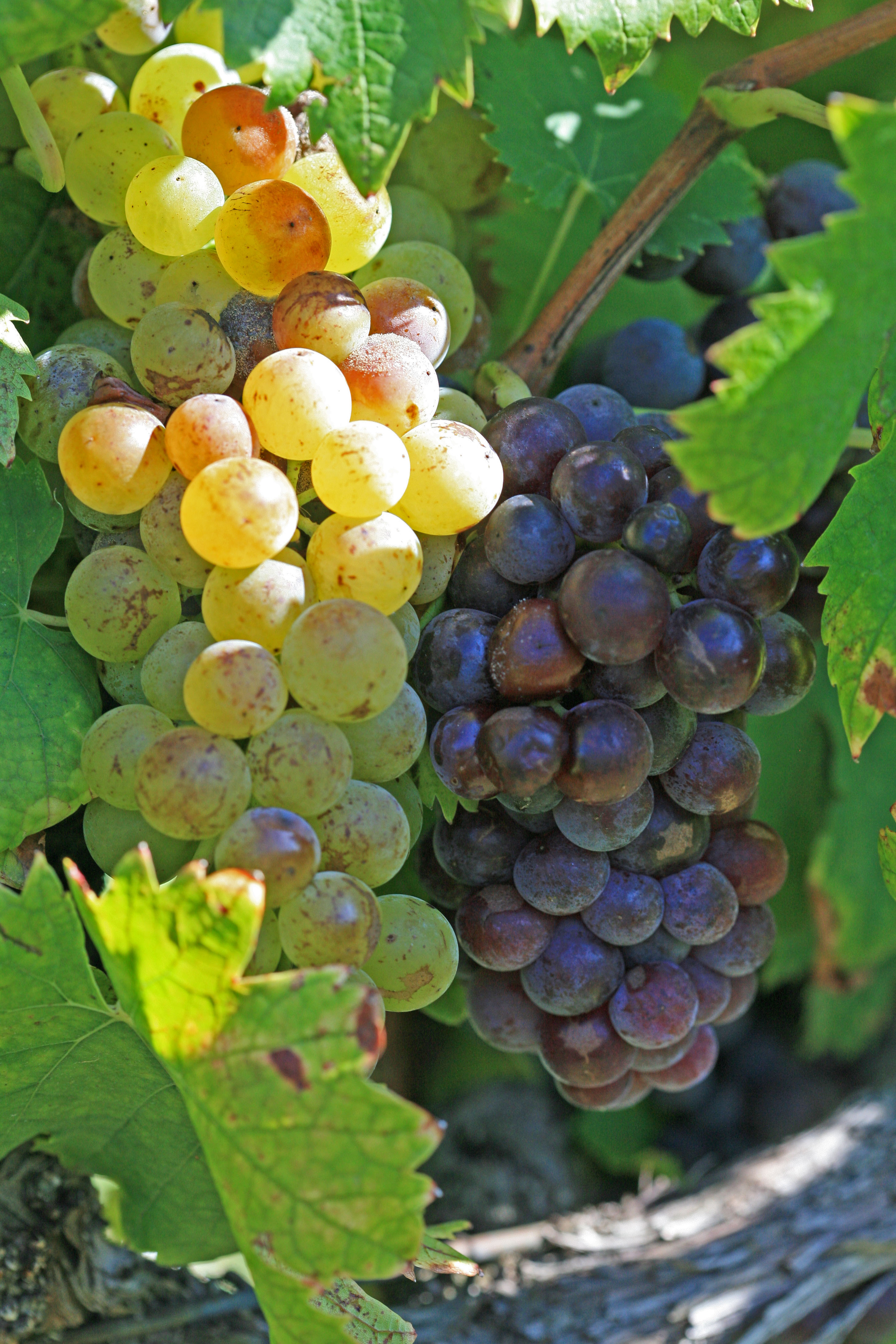
Muscat blanc à Petits Grains and Muscat noir cho trái có màu trắng và đen

Muscat (còn gọi là Moscato ở Ý, Moscatel ở Tây Ban Nha và Bồ Đào Nha) là tên của một trong những họ nho lâu đời nhất và phổ biến nhất trên thế giới. Giống nho mà ngày nay với tên Muscat - được cho là có nguồn gốc từ Trung Đông - đã được sử dụng trong sản xuất rượu vang từ thời Hy Lạp cổ đại. Tuy nhiên, lịch sử lâu dài khiến cho nó có rất nhiều tên khác, các biến thể. Họ nho Muscat bao gồm hơn 200 giống nho thuộc giống Vitis Vinifera, đã được sử dụng trong sản xuất rượu vang và nho khô và nho ăn trái trên khắp thế giới trong nhiều thế kỷ.
Màu sắc của chúng đa dạng từ màu trắng (như Muscat Ottonel), màu vàng (Moscato Giallo), màu hồng (Moscato rosa del Trentino) đến gần đen (Muscat Hamburg). Nho và rượu vang làm từ nho Muscat gần như luôn luôn có một mùi hương ngọt ngào đặc trưng. Sự đa dạng về chiều rộng và số lượng giống nho Muscat cho thấy rằng nó có lẽ là giống nho thuần lâu đời nhất, và có nhiều giả thuyết rằng hầu hết các giống nho Vitis Vinifera đều có nguồn gốc từ giống Muscat.. Một ví dụ rượu vang làm từ nho Muscat là dòng rượu Moscato của Rex Goliath

## Lịch sử
Các giả thuyết về nguồn gốc về sự đa dạng của nho Muscat tìm về lại Ai Cập và Ba Tư thời tiền cổ đại (3000-1000 năm TCN), đồng thời một số nhà nghiên cứu về nho, như Pierre Galet, tin rằng các giống nho họ Muscat đã được nhân giống trong thời kỳ cổ đại (năm 800 TCN đến 600  CN) bởi người Hy Lạp và La Mã. Tuy nhiên, trong khi sản xuất rượu vang trong nước đã có một lịch sử lâu dài ở Ai Cập và Ba Tư cổ đại và các nhà văn cổ điển như Columella và Pliny the Elder đã mô tả các giống nho "rất giống Muscat" như Anathelicon Moschaton và Apianae có vị rất ngọt ngào và hấp dẫn với loài ong (apis tiếng Latin), thì không có bằng chứng lịch sử vững chắc nào cho thấy rằng những giống nho làm rượu trước đây là thành viên của họ nho Muscat.
Tài liệu đầu tiên đề cập đến giống nho gọi "Muscat" là trong các tác phẩm của vị học giả người Anh tên Phanxicô Bartholomeus Anglicus, người đã viết về rượu vang làm từ nho Muscat trong tác phẩm De proprietatibus rerum của ông bằng giữa những năm 1230-1240 khi Anglicus đang học tại nơi hiện là Saxony ở Đức. Các tác phẩm tiếng Latin của Anglicus đã được dịch sang tiếng Pháp vào năm 1372 với loại rượu được Anglicus mô tả là "vin extrait de raisins muscats".

## Các giống Muscat khác

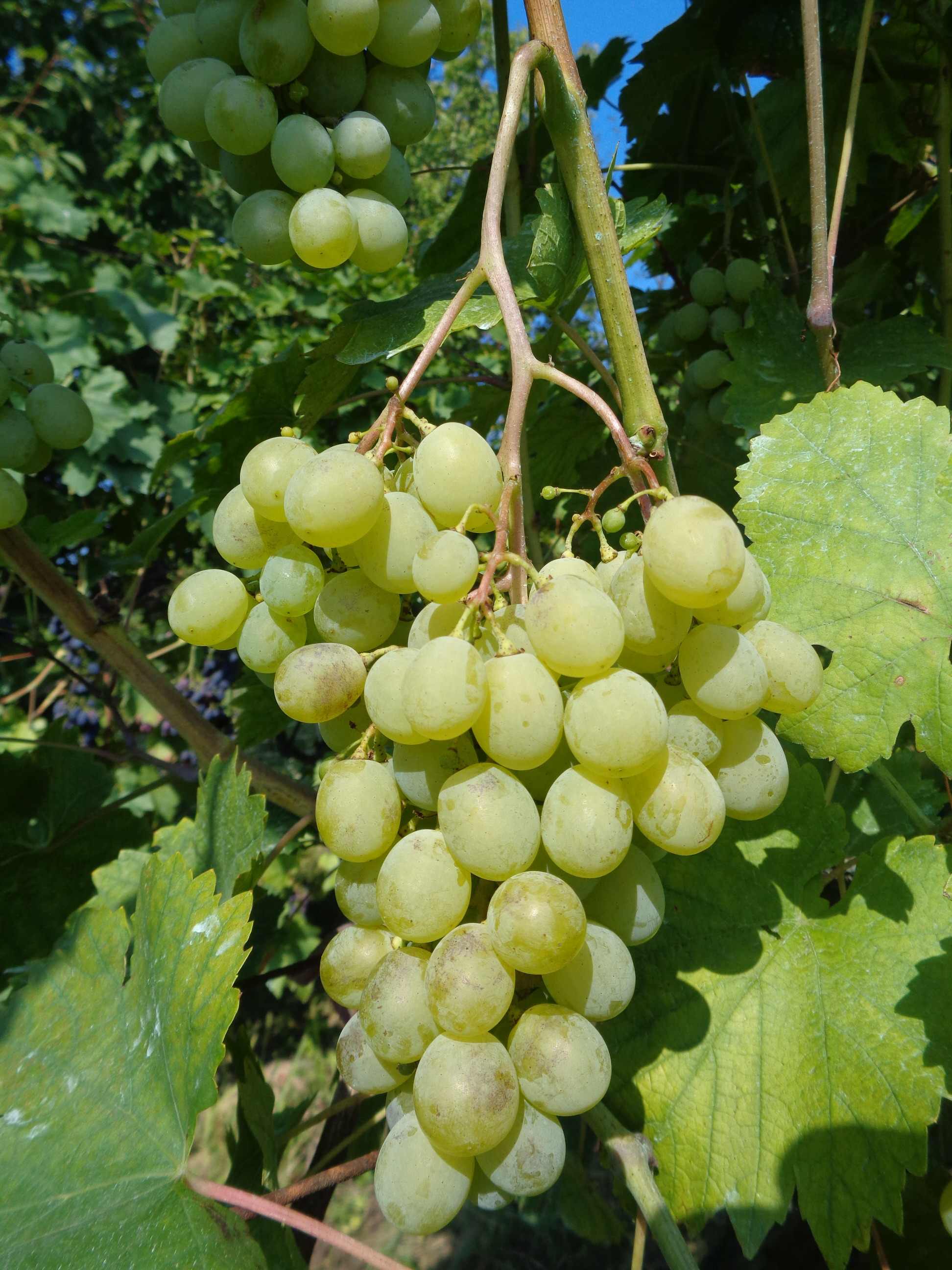
Muscat trắng